# Anosia bonguensis
Anosia bonguensis är en fjärilsart som beskrevs av Hans Fruhstorfer 1899. Anosia bonguensis ingår i släktet Anosia och familjen praktfjärilar. Inga underarter finns listade i Catalogue of Life.